# ألبين أندرسون
ألبين أندرسون (بالسويدية: Albin Andersson)‏ هو سياسي سويدي، ولد في 22 ديسمبر 1873، وتوفي في 30 يوليو 1949. حزبياً، نشط في حزب الوسط السويدي. وقد انتخب عضو البرلمان السويدي ‏.